# Villeneuve (Québec)
Pour les articles homonymes, voir Villeneuve.
Villeneuve est une ancienne municipalité du Québec. 

## Histoire

### Beauport-Est
Elle est constituée le 21 juillet 1921, sous le nom de Beauport-Est, par détachement de la municipalité de paroisse de Beauport et du village de Beauport. 

### Villeneuve
Le 16 juin 1951, elle change son toponyme de Village de Beauport-Est en celui de Village de Villeneuve en l'honneur du Cardinal Jean-Marie-Rodrigue Villeneuve. Elle acquiert le statut de ville le 2 février 1956.

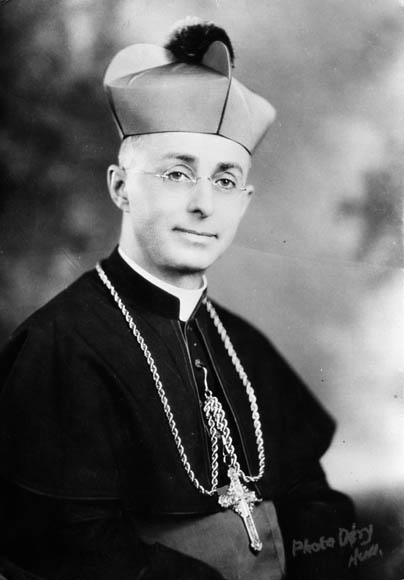
Le village a été nommé en l'honneur du Cardinal J.M. Rodrigue Villeneuve

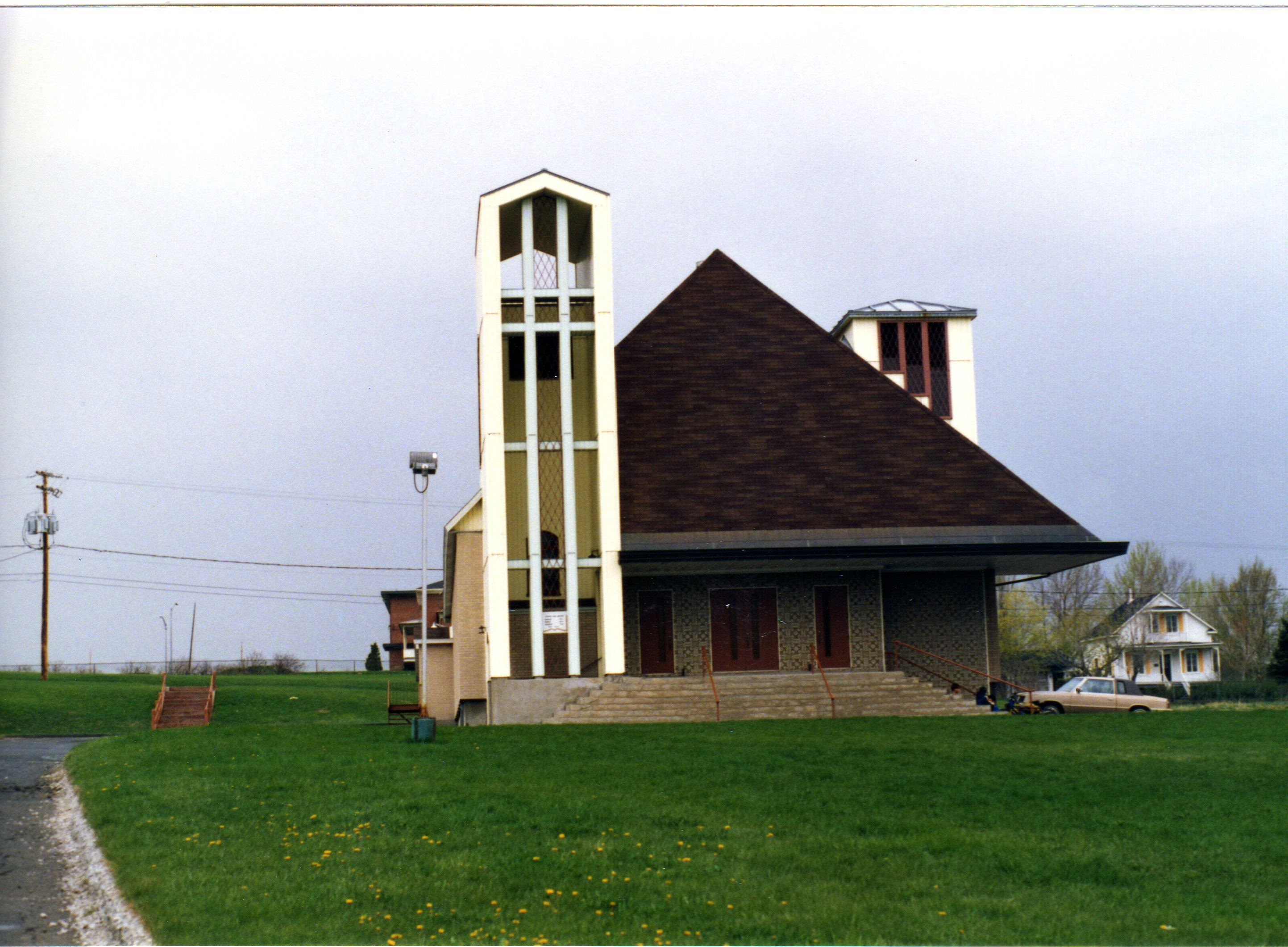
Église de la paroisse Saint-Thomas-de-Villeneuve, Beauport 1986

### Beauport et Québec
Le 1er janvier 1976, Villeneuve réintègre Beauport et devient l'un de ses quartiers grâce aux fusions des villes du Grand Beauport. En 2002, lors des réorganisations municipales, Beauport devient un arrondissement de la ville de Québec. Le secteur de Villeneuve est aujourd'hui partagé entre les quartiers du Vieux-Bourg et des Chutes-Montmorency dans cet arrondissement.

### Liste des maires de Beauport-Est et de Villeneuve
Beauport-Est
- 1921-1931 : Georges Grenier
- 1931-1932 : Armand Buteau
- 1933-1938 : Arthur Tremblay
- 1939-1944 : Philippe Grenier
- 1945-1947 : Louis-Émile Giroux
- 1949 : Lloyd Welch
- 1949-1950 : Noël-Henri Giroux

Villeneuve
- 1952-1962 : Noël-Henri Giroux
- 1962 : Jean-Charles Gravel
- 1963-1973 : Gérard G. Grenier

## Hommages
- La rue Armand-Buteau a été nommée en l'honneur de l'ancien maire de Beauport-Est en 1987 dans l'ancienne municipalité de Beauport, maintenant présente dans la ville de Québec.
- La rue Arthur-Tremblay a été nommée en l'honneur de l'ancien maire de Beauport-Est en 2010 dans la ville de Québec.
- Le boulevard Lloyd-Welch a été nommée en l'honneur de l'ancien maire de Beauport-Est en 2005 dans la ville de Québec.
- La rue Noël-Henri a été nommée en l'honneur de l'ancien maire de Beauport-Est, Noël-Henri Giroux, en 1966 dans l'ancienne municipalité de Beauport, maintenant présente dans la ville de Québec.
- Le rue Paul-Émile-Giroux a été nommée en l'honneur de l'ancien maire de Villeneuve en 2004 dans la ville de Québec.
- Le rue Philippe-Grenier a été nommée en l'honneur de l'ancien maire de Villeneuve en 2010 ainsi que le parc Philippe-Grenier en 2014 dans la ville de Québec.
- La rue Saint-Émile a été nommée en l'honneur de l'ancien maire Louis-Émile Giroux en 1953, dans l'ancienne ville de Villeneuve, maintenant présente dans la ville de Québec.